# Gabriele Mainetti
Gabriele Mainetti (Roma, 7 de noviembre de 1976) es un director de cine, actor, guionista, compositor y productor italiano.

## Carrera
Mainetti comenzó su carrera en la industria cinematográfica como actor de comedias menores y series de televisión; como director, llamó la atención gracias a su primer cortometraje Basette (2008), un homenaje a la serie de anime Lupin III. En 2012, dirigió Tiger Boy, un cortometraje de drama adolescente sobre la pedofilia que fue galardonado con una Cinta de Plata.
Su primer largometraje, They Call Me Jeeg (2015), fue elogiado por el público y la crítica, y obtuvo varios premios importantes en Italia. Mainetti ganó los premios al mejor director novel y al mejor productor en los David di Donatello de 2016.
El estreno de su segundo largometraje, Freaks Out, estaba previsto para el 16 de diciembre de 2020, pero se retrasó al 28 de octubre de 2021 debido a la pandemia de COVID-19 en Italia.

## Filmografía

### Director
- They Call Me Jeeg (2015)
- Freaks Out (2021)
- La Ciudad Prohibida (2025)[6]